# L'Avenir de la science
Cet article concerne la collection d'ouvrages de vulgarisation scientifique. Pour l'œuvre d’Ernest Renan, voir L'Avenir de la science (Renan).
L'Avenir de la science est une collection d'ouvrages de vulgarisation scientifique publiés chez nrf Gallimard. Elle est dirigée par Jean Rostand. Elle aborde essentiellement des thèmes ayant trait à la biologie. Elle donne une place prépondérante à la science en train de se faire. Ont contribué, entre autres auteurs, Thomas Hunt Morgan, prix Nobel de physiologie ou médecine de 1933, ainsi que cinq académiciens des sciences (Émile Borel, Roger-Jean Gautheret, Armand de Gramont, Étienne Wolff et Raymond Turpin) et Jean Rostand, directeur de la collection et membre de l'Académie française.

## Liste des ouvrages par ordre de numéro dans la collection
1. Le temps et la vie, de Pierre Lecomte du Noüy, 1936.
2. L'origine du cancer, de John Percy Lockhart-Mummery, 1936.
3. Embryologie et génétique, de Thomas Hunt Morgan, 1936.
4. La lutte contre la mort, de Serge Métalnikov, 1937.
5. La vie sexuelle et sociale des singes, de Solly Zuckermann, 1937.
6. Les mécanismes du cerveau, de Jean Lhermitte, 1937.
7. La science des hormones, de Raymond Rivoire, 1938.
8. Les cellules embryonnaires, de Raoul-Michel May, 1938.
9. Le siècle à venir, de Clifford Cook Furnas, 1938.
10. Les atomes, les hommes et les étoiles, de Rogers D. Rusk, 1939.
11. Biologie et médecine, de Jean Rostand, 1939.
12. Le nouvel univers, de Jules Sageret, 1940.
13. Du connu à l'inconnu, d'André Sainte-Lagüe, 1941
14. L'homme (introduction à l'étude de la biologie humaine), de Jean Rostand, 1941.
15. Le jeu, la chance et les théories scientifiques modernes, d'Émile Borel, 1941.
16. La psychologie, science du comportement, de Pierre Naville, 1942.
17. Les migrations animales, de Lucien Chopard, Léon Bertin, Jacques Berlioz, P. Laurent, 1942.
18. Des orchidées à la pomme de terre (essai sur la symbiose), de Joseph Magrou, 1943.
19. Biologie des champignons, de Marius Chadefaud, 1944.
20. La formation du système nerveux, de Raoul-Michel May, 1945.
21. Une voie nouvelle en biologie végétale: la culture des tissus, de Roger-Jean Gautheret, 1945.
22. Vers l'infiniment petit, d'Armand de Gramont, 1945.
23. Les changements de sexe, d'Étienne Wolff, 1946.
24. L'organisme en lutte contre les microbes, d'André Boivin et Albert Delaunay, 1947.
25. Les paradoxes de l'infini, d'Émile Borel, 1947.
26. Les outils chez les êtres vivants, d'Andrée Tétry, 1948.
27. La science des monstres, d'Étienne Wolff, 1948.
28. L'homme et l'évolution, d'Albert Vandel, 1949.
29. Le système nerveux sympathique, de Paul Chauchard, 1949.
30. L'image du monde, de Gabriel Monod-Herzen, 1950.
31. L'hérédité des prédispositions morbides, de Raymond Turpin, 1951.
32. Les grands courants de la biologie, de Jean Rostand, 1951.
33. La greffe, de Raoul-Michel May, 1952.
34. La pensée artificielle, introduction à la cybernétique, de Pierre de Latil, 1953.
35. Le cancer, de Charles Oberling, 1954.
36. L'histoire du syndrome général d'adaptation, d'Hans Selye, 1954.
37. La structure de l'univers, de Gerald James Whitrow, 1955.
38. Les crapauds, les grenouilles et quelques grands problèmes biologiques, de Jean Rostand, 1955.
39. La sensation, guide de vie. Aux sources de la connaissance, Henri Piéron, 1955.
40. Le stress de la vie. Le problème de l'adaptation, d'Hans Selye, 1962.
41. L'animal, l'homme, la fonction symbolique, de Raymond Ruyer, 1964
42. Biologie et connaissance, de Jean Piaget, 1967.

## L'avenir de la science, nouvelle série
D'un format un peu plus grand (140 × 220 mm contre 125 × 200 mm pour la collection précédente), cinq ouvrages seront publiés :
1. Les Fossiles vivants des cavernes, de René Jeannel, 1943.
2. Les Aspects intuitifs de la mathématique, de Georges Bouligand, 1945.
3. La Sensation, guide de vie. Aux sources de la connaissance, Henri Piéron, 1945.
4. Problèmes et concepts de l'embryologie expérimentale, Louis Gallien, 1958.
5. Psyché, soma, germen, de Boris Rybak, 1968.